# Christian Möller von Möllerstein
Christian Möller von Möllerstein, auch Christian Möller oder Christian Moller von Mollerstein (* 29. März 1619; † 29. März 1675), ein Sohn des Wigand Möller von Möllerstein, war 1668 und 1672 Bürgermeister von Görlitz. Er entstammte dem Görlitzer Adelsgeschlecht Möller von Möllerstein.

## Leben
Möllerstein studierte in Leipzig, Jena, Leyden und Groningen. Im Jahre 1646 heiratete er Sophia Stübner, Tochter des Bartholomäus Stübner. Er stieg 1547 zum Oberstadtschreiber, 1659 zum Skabinus und 1667 zum Stadtrichter empor. 1668 wurde er nach dem Vorbild seines Vaters erstmals Bürgermeister.
Aus seiner Ehe gingen sieben Kinder hervor, darunter der gleichnamige Görlitzer Bürgermeister Christian Möller von Möllerstein (* 29. Januar 1654; † 27. Juni 1723).